# Fuchsia macrostigma
Fuchsia macrostigma là một loài thực vật có hoa trong họ Anh thảo chiều. Loài này được Benth. mô tả khoa học đầu tiên năm 1844.